# 朱利安·S·科贝特
朱利安·S·科贝特爵士（1854年11月12日—1922年9月21日）是一位英国海军史学家和地缘战略家，主要作品有《海上战略的若干原则》（Some Principles of Maritime Strategy）、《特拉法尔加战役》（The Campaign of Trafalgar）、《日俄海战1904—1905：侵占朝鲜和封锁旅顺》（Maritime Operations in the Russo-Japanese War, 1904-1905）、《日俄海战1904—1905：第2太平洋舰队的末路》（Maritime Operations in the Russo-Japanese War, 1904-1905: Volume Two）等。